# Angelica shikokiana
Angelica shikokiana là một loài thực vật có hoa trong họ Hoa tán. Loài này được Makino ex Y.Yabe mô tả khoa học đầu tiên năm 1902.